# Norway Jackes
Norway Baldwin Jackes (* 8. Juni 1881 in Toronto; † 8. Juli 1964 in Port Hope) war ein kanadischer Ruderer.

## Karriere
Jackes begann seine Ruderkarriere 1905 bei der Royal Canadian Henley Regatta, wo er im Junioren-Achter siegte. 1908 nahm er an den Olympischen Spielen in London teil und trat dort im Zweier ohne Steuermann an der Seite von Frederick Toms an. Das Duo belegte den dritten Platz und gewann die Bronzemedaille.
Im folgenden Jahr wurde Jackes zum Vizekapitän des Argonaut Rowing Club ernannt und errang in den darauffolgenden Jahren mehrere Siege bei kanadischen und US-amerikanischen Regatten.
Während des Ersten Weltkriegs diente er in der Canadian Army und wurde zweimal verwundet. Beruflich war er als Journalist für den Toronto Telegram tätig, eine Zeitung, die von seinem Onkel John Ross Robertson gegründet worden war.